# توماس هيلر
توماس هيلر (بالإنجليزية: Thomas Heller)‏ هو محامي أمريكي، ولد في 27 فبراير 1944.